# 루크레티우스
루크레티우스(Titus Lucretius Carus, 기원전 99년 ~ 기원전 55년)는 고대 로마의 시인·철학자이다.
그의 일생에 관해서는 별로 알려진 것이 없다. 미약(嵋藥) 때문에 정신 이상이 됐다거나 44세 때 자살했다고 전해지나 전부 불명이며 다만 서사시 《사물의 본성에 관하여》(De rerum natura, 
On the Nature of Things) 6권만이 남아 있다. 여기에서 보면 그는 에피쿠로스 철학의 연구자인 동시에 정열과 공상이 풍부한 재능 있는 시인으로서 엠페도클레스를 마지막으로 산문으로 변한 철학을 재차 옛날로 되돌려 현인 에피쿠로스의 철학을 교훈 서사시로 읊었다. 고대 그리스의 철학과 과학뿐만 아니라 문학에도 정통하고 호메로스를 비롯한 비극의 영향도 엿볼 수 있다. 서사시의 기교와 어구면에서 볼 때 그는 엔니우스의 완성에 이르는 발전 단계의 중간에 위치하고 있다.

## 저작

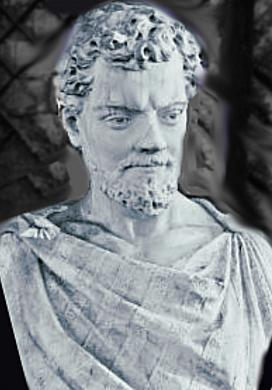

De rerum natura, 1570

《사물의 본성에 관하여(De rerum natura)》는 철학 서사시로, 미완성의 원고를 그가 죽은 후 키케로가 발간한 것으로 보인다. 이 책의 목적은 공화정 말기의 혼란한 세태 속에서 생활하는 당시 사람들의 마음에서 불안을 제거시키는 데 있으며 그러한 목적을 위해 에피쿠로스 및 원자론자(原子論者)의 철학을 바탕으로 하여 이 세계의 온갖 존재와 현상이 신이나 인간의 영혼은 물론, 심리적·사회적 현상도 전부가 물질적이라는 것을 설파하여 신에 대한 외경심이나 죽음에 대한 공포 등이 전적으로 무의미하다는 것을 가르쳤다. 그러나 저자는 이를 단순한 철학의 저술로 하지 않고 신화 세계의 비유나 아름다운 자연 묘사를 혼합시켜 억압당하는 사람들에 대한 깊은 동정과 구제의 확신에 넘치는 기품있는 작품으로 만들고 있다.